# Ajkal Tripura
Ajkal Tripura é um jornal de Tripura, na Índia.